# Amtsbezirk Buhrkall
Der Amtsbezirk Buhrkall war ein Amtsbezirk im Kreis Tondern in der Provinz Schleswig-Holstein.
Der Amtsbezirk wurde 1889 gebildet und umfasste die folgenden Gemeinden:  
1. Bau
2. Buhrkall
3. Grünhof
4. Jündewatt
5. Lüdersholm
6. Lund
7. Nolde
8. Renz
9. Stade
10. Stemmilt

1920 wurde der Amtsbezirk aufgelöst und die Gemeinden aufgrund der Volksabstimmung in Schleswig an Dänemark abgetreten.